# Motylowiec
Motylowiec, ryba motyl (Pantodon buchholzi) – gatunek słodkowodnej ryby kostnojęzykokształtnej, jedyny przedstawiciel rodzaju Pantodon i rodziny motylowcowatych (Pantodontidae).

## Występowanie
Zasiedla spokojne wody w zachodniej i środkowej Afryce w dorzeczu rzek Kongo i Niger.

## Charakterystyka
Ciało barwy rdzawo-brunatno-srebrnej, pokryte dużą liczbą barwnych plamek. Motylowiec przebywa niemal wyłącznie w pobliżu lustra wody. Ma charakterystyczne płetwy piersiowe umożliwiające wykonywanie skoków jak i szybowanie ponad wodą na odległość do 1,5 m.
Prowadzi nocny tryb życia. Jest rybą drapieżną. Odżywia się owadami i ich larwami, skorupiakami i małymi rybami.

## Dymorfizm płciowy
Samiec mniejszy, ma na tylnym brzegu płetwy odbytowej głębokie wcięcie, u samicy brzeg ten biegnie prosto, brzuch bardziej zaokrąglony. Dorasta do 10–15 cm długości, w niewoli nieco mniej.

## Warunki w akwarium
| Zalecane warunki w akwarium | Zalecane warunki w akwarium                          |
| --------------------------- | ---------------------------------------------------- |
| Zbiornik                    | duży, długi i przykryty                              |
| Temperatura wody            | 25–30°C                                              |
| Twardość wody               | „stara”, miękka (ok. 4°n), przefiltrowana przez torf |
| Skala pH                    | 6,0                                                  |
| pokarm                      | owady, larwy, skorupiaki, drobne ryby                |
| Uwagi                       |                                                      |

## Wymagania hodowlane
Niski poziom wody, rośliny pływające z rodzaju Ceratopteris.

## Rozmnażanie
Rozmnażanie gatunku jest trudne. Temperatura wody na okres tarła powinna wynosić ok. 30 °C. Ikra jest lekka, unosi się na powierzchni wody. Larwy wylęgają się po trzech dniach. Po kilku dniach karmione powinny być mszycami i muszkami. 

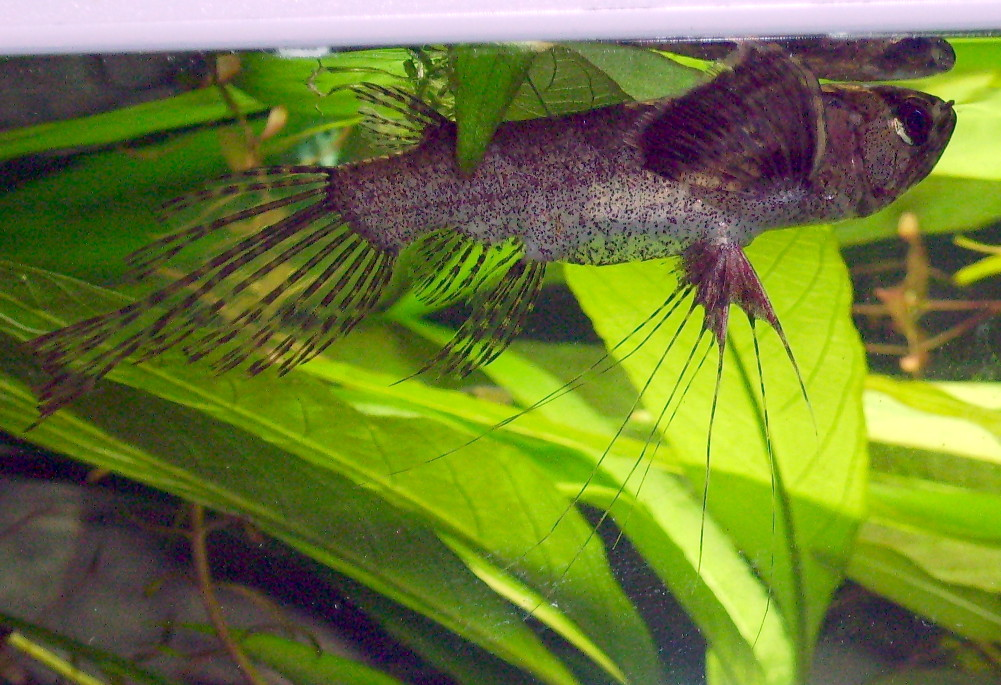
Pantodon buchholzi w akwarium